# خلية جريبية
الخلية الجريبية (بالإنجليزية: Follicular cell)‏ هي خلية موجودة في الغدد الدرقية وهي مسئولة عن تصنيع وإفراز الهرمونات الدرقية متمثلة بثلاثي يودوثايرونين ورباعي يودوثايرونين.

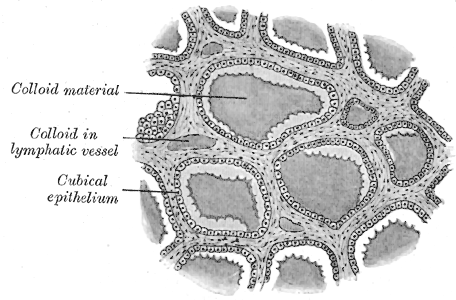
إفراز الغدة الدرقية في الأغنام. وتظهر الظهارة المكعبة. (مكبّرة 160 مرة).

## الوظيفة

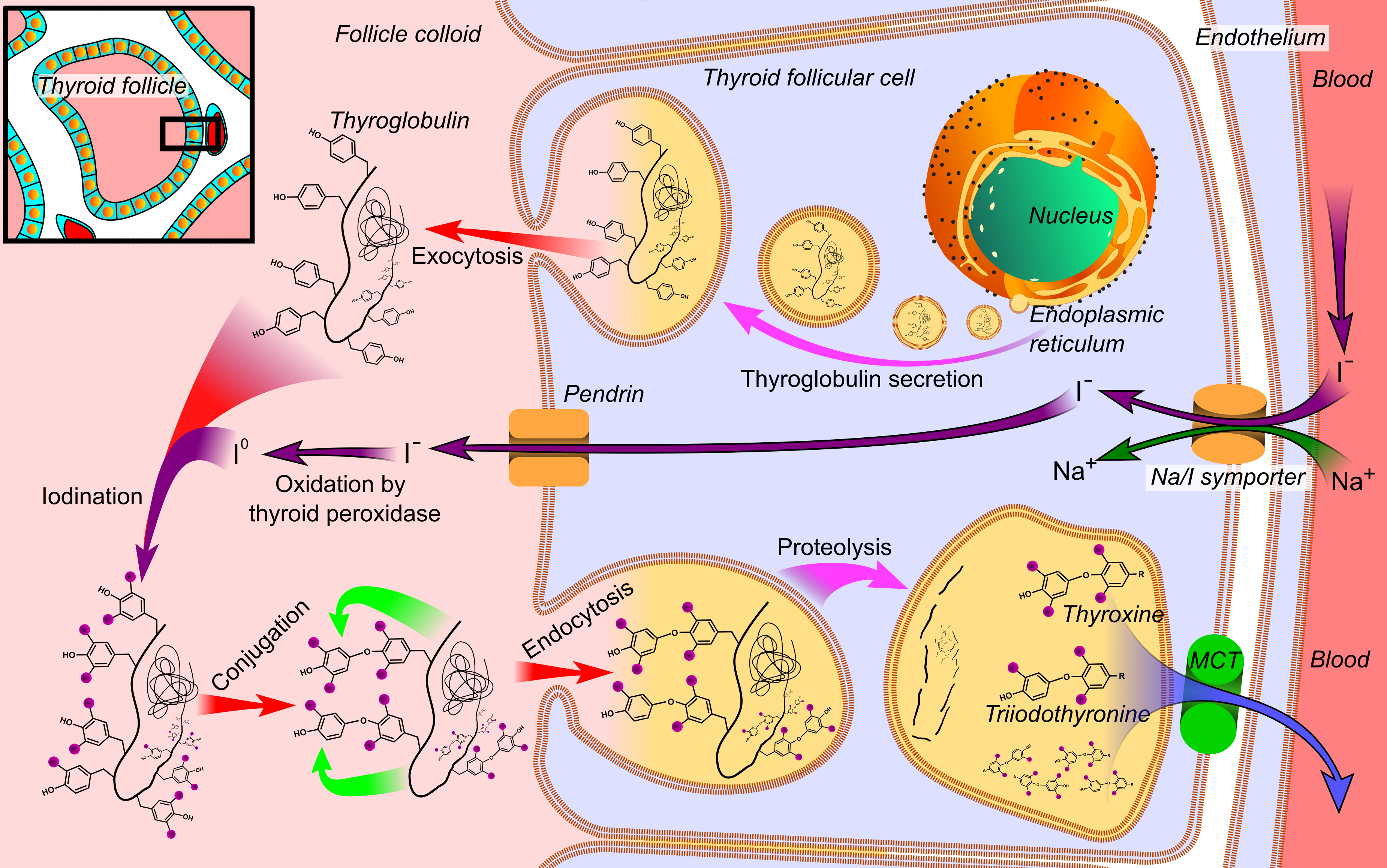
تصنيع الهرمونات الدرقية.

تقوم الخلايا الجريبية بتناول اليود والأحماض الأمينية من الدم، وتقوم بتصنيع الجلوبيولين الدرقي، وإنزيم بيروكسيديز الدرقي (Thyroid peroxidase) ثم تطرحهم جميعًا في الجريب الدرقي مع اليود. تقوم الخلايا الظهارية الدرقية مرة أخرى بالتقام الجلوبيولين الدرقي الميودن وتستخرج منه الهرمون الدرقي بمساعدة أنزيم بروتياز، ثم تقوم بطرحه في الدم.
تقوم الهرمونات الدرقية بالدوران في الجسم والتحكم بالاستقلاب في الخلايا، حيث أن كل خلايا الجسم تعتمد على الهرمونات الدرقية لتنظيم عملياتها الاستقلابية.
تفرز الدرقية هرمون رباعي يودوثايرونين والذي يمثل 80% من مجمل إفرازاتها، وثلاثي يودوثايرونين الذي يمثل 20%، لكن الثلاثي يتميز بأن فاعليته تمثل أربعة أضعاف فاعلية الرباعي.

### انتقال اليود
ينتقل اليود من الدم عبر الجانب القاعدي الوحشي للخلية وذلك عبر مرحل صوديوم-يوديد، ثم يفرز في الجريب الدرقي عن طريق ناقل كلور/يوديد الموجود في الطرف القمّي للخلية والذي يسمى برندين.